# CYB5D1
CYB5D1 (англ. Cytochrome b5 domain containing 1) – білок, який кодується однойменним геном, розташованим у людей на 17-й хромосомі. Довжина поліпептидного ланцюга білка становить 228 амінокислот, а молекулярна маса — 26 689.
| 10         |  | 20         |  | 30         |  | 40         |  | 50         |
| ---------- |  | ---------- |  | ---------- |  | ---------- |  | ---------- |
| MPRRGLVAGP |  | DLEYFQRRYF |  | TPAEVAQHNR |  | PEDLWVSYLG |  | RVYDLTSLAQ |
| EYKGNLLLKP |  | IVEVAGQDIS |  | HWFDPKTRDI |  | RKHIDPLTGC |  | LRYCTPRGRF |
| VHVPPQLPCS |  | DWANDFGKPW |  | WQGSYYEVGR |  | LSAKTRSIRI |  | INTLTSQEHT |
| LEVGVLESIW |  | EILHRYLPYN |  | SHAASYTWKY |  | EGKNLNMDFT |  | LEENGIRDEE |
| EEFDYLSMDG |  | TLHTPAILLY |  | FNDDLTEL   |  |            |  |            |

A: Аланін

C: Цистеїн

D: Аспарагінова кислота

E: Глутамінова кислота

F: Фенілаланін

G: Гліцин

H: Гістидин

I: Ізолейцин

K: Лізин

L: Лейцин

M: Метіонін

N: Аспарагін

P: Пролін

Q: Глутамін

R: Аргінін

S: Серин

T: Треонін

V: Валін

W: Триптофан

Задіяний у такому біологічному процесі, як альтернативний сплайсинг. 
Білок має сайт для зв'язування з іонами металів, іоном заліза, гемом. 